# Берато, Поль
Поль Берато́ (фр. Paul Bérato; 19 февраля 1915, Тоннен, департамент Ло и Гаронна — 11 февраля 1989, Кастельморон-сюр-Ло, департамент Ло и Гаронна) — французский писатель, автор многочисленных фантастических и приключенческих произведений. Сочинял под многочисленными псевдонимами, из которых наибольшей известностью пользовались Ив Дермез (фр. Yves Dermèze), Поль Бера (фр. Paul Béra), Мишель Авриль (фр. Michel Avril) и Андре Гасконь (фр. André Gascogne), а также коллективный псевдоним Поль Мисте́р (фр. Paul Mystère, от mystère — «загадка, тайна»); использовал также иноязычные псевдонимы Джон Лак (англ. John Luck), Фрэнсис Хоуп (англ. Francis Hope), Стив Эванс (англ. Steve Evans), Луиджи Саэтта (итал. Luigi Saetta) и др.
Первую книгу опубликовал в 1941 году. Полицейский детектив «Память заплачет» (фр. Souvenance pleurait; 1950) был удостоен Премии приключенческого романа. В 1977 г. писателю (вернее, одной из его ипостасей — Иву Дермезу) был присуждён специальный приз Большой премии фантастики по совокупности творческих заслуг.
По-русски опубликован рассказ Дермеза «Мальчик» (из сборника «Лазутчик пирамид», фр. L'espion de pyramides, 1970), переведённый Норой Галь.